# Panzerjäger I
O Panzerjäger I (em alemão: "Caça-tanque 1") foi o primeiro destruidor de tanques alemão para ser utilizado em serviço na Segunda Guerra Mundial, utilizando o chassi do Panzer I.
Foi destinado a combater tanques franceses pesados, como o Char B1, que foi além das capacidades de seu canhão de 37mm, o Pak 36. Em seguida, serviu para estender o tempo de vida útil dos Panzers I, que na época já estavam obsoletos. Cerca de 202 Panzers I foram convertidos para Panzerjägers entre 1940 e 1941. Eles foram empregados na Batalha da França, na Campanha do Norte da África e na Frente Oriental.